# Монтроуз (Шотландия)
Вижте пояснителната страница за други значения на Монтроуз.
Монтро̀уз (на английски: Montrose, на гаелски Monadh Rois) е град в Шотландия.

## География
Градът е разположен на брега на Северно море в област Ангъс. На запад от града е лагуната Монтроуз Бейсин, в която се влива река Еск. Има жп гара по крайбрежната линия от Дънди до Абърдийн. Разстоянието до областния център Форфар е около 15 км в западна посока от града. Разстоянието на север до град Абърдийн е около 35 км, а на юг до Дънди е около 25 км. Монтроуз е четвъртият по големина град в област Ангъс след Арброут, Форфар и Карнусти. Население около 12 000 жители 2007 г.

## История
Названието на града вероятно произлиза от думите "Mouth Hrossay" (Устие Хросей) поради местоположението на устието на река Еск около остров Роси (на норвежки Конски остров), но първото документално доказателство за получаването на статут на град е грамота на шотландския крал Дейвид I през 12 век.

## Архитектура
Архитектурата на по-голямата част от сградите в Монтроуз е в типичния за повечето шотландски градове стил от тесни каменни сгради най-често от 2 до 4 етажа със стръмни покриви и високи комини, строени през 18-19 век.

## Забележителности
- Лагуната Монтроуз Бейсин, смятана за най-големия вътрешен солен воден басейн във Великобритания и природен резерват с естествена среда за обитаващите я неми лебеди.
- Дестилационната фабрика за уиски „Лохсайд Дистилъри“
- Сградата на академията
- Библиотеката
- Камбанарията
- Музеят
- Пристанището
- Скулптурният ансамбъл „Лебеди“
- Английската църква
- Паметникът на Уилиам Ламб
- Паметникът на Робърт Бърнс
- Паметникът на Джоузеф Хюм
- Паметникът на Робърт Пийл
- Паметникът на Джеймс Греъм

## Икономика
Поради местоположението на Монтроуз на морския бряг той е бил винаги важен риболовен център. Многообразието на улова на риба е включвало както сьомга и херинга, така и китове. Пристанището на Монтроуз в миналото е било използаво и за износ на въ̀лна. В края на 20 век и началото 21 век то вече се използва най-активно за нефтодобива в Северно море.

## Спорт
Футболният отбор на града се казва „ФК Монтроуз“. Основан е през 1879 г. Редовен участник е в Шотландската Трета дивизия.

## Личности
Родени в Монтроуз
- Греъм Бартрам (р.1963), британски дизайнер
- Робърт Браун (1773-1858), британски ботаник
- Вайълет Джейкъб (1863-1946), шотландска писателка, родена в околностите на града
- Сесил Дъ Виър (1845-1875), британска шахматистка
- Джоузеф Хюм (1777-1855), шотландски лекар и политик
- Джордж Пол Чалмърс (1836-1878), шотландски художник

Починали в Монтроуз
- Хенри Рени-Тейлюър (1849-1920), шотландски футболист и ръгбист

Свързани с Монтроуз
- Хелън Крукшанк (1886-1975), шотландска поетеса
- Уолтър Скот (1771-1832), шотландски писател